# پتیچار
پتیچار (به بلغاری: Ptichar) یک منطقهٔ مسکونی در بلغارستان است که در شهرستان مومچیلگراد واقع شده‌است.